# إسكادا
إسكادا (بالألمانية: Escada) هي علامة تجارية ألمانية، وشركة أزياء نسائية فاخرة مقرها بميونخ، ألمانيا. الشركة مملوكة لشركة Regent، LP، وهي شركة دولية مساهمة خاصة، يقودها المستثمر مايكل أ. راينشتاين.
تأسست الشركة عام 1978م على يد المصممة مارجريتا لي. تقوم حاليًا بتجارة إكسسوارات الأزياء والملابس الجاهزة. منذ عام 2017م، تعمل إسكادا في 80 دولة بإجمالي 600 نقطة بيع حول العالم.
كما يبلغ عدد موظفي الشركة حوالي 1500 موظف في مواقع دولية في ميلانو وباريس وطوكيو ولندن وبيفرلي هيلز ونيويورك.

## التاريخ
تأسست إسكادا في 1978 من قبل Margaretha and Wolfgang Ley في ميونيخ، ألمانيا. نظرًا لكونها عارضة أزياء سابقة ولديها تعليم قوي في الخياطة من الديوان الملكي في ستوكهولم، فقد اشتهرت مارغريتا لي بتصميماتها الجريئة والأنثوية. شهد عام 1978م أول عرض لمجموعة الملابس النسائية Escada، والتي تضمنت تطعيمات وتطريزات رائعة.
سرعان ما برزت الشركة بإبداعاتها المميزة التي تضم مجموعات غير عادية من الألوان والأنماط والتطريز الحصري والأزياء المحبوكة المصممة بإتقان. شهدت Escada طفرة سريعة وواصلت مجموعاتها وعملها الإبداعي.
في سياق توسعها الدولي، طُرِحت Escada SE في عام 1986م. في عام 1995م، أطلقت الشركة علامة Escada Sport،  أسست مجموعتها الخاصة من الإكسسوارات بما في ذلك الحقائب والأحذية ومنحت تراخيص رئيسية، بالتعاون مع شركاء مثل Procter & Gamble.
في عام 2007م، أنشأ الفنان Stefan Szczesny مجموعة Escada جديدة في سان تروبيه، فرنسا. منذ يوليو 2008م، شغل Bruno Sälzer منصب الرئيس التنفيذي بالإنابة مع مسؤوليات التصميم والتسويق والمبيعات.
في عام 2009م، باعت إسكادا لها فرع الدوري AG، ومقرها في مونستر، يستفاليا التي تضم العلامات التجارية APRIORI، كافيتا، والغار، وكذلك بيبا. في 11 آب 2009م، قدمت إسكادا الإعسار في المحكمة المحلية ميونيخ، وعرضا مقابل السندات المستحقة من 200 مليون جنيه إسترليني لم يكن مقبولا من قبل الضرورية 80٪ من جميع حاملي السندات. في تشرين الثاني (نوفمبر) 2009م، اِستحوذ عليها من قبل الملياردير الهندي لاكشمي ميتال، الذي إتخذ من لندن مقراً له، وكانت زوجة ابنه ميغا ميتال هي المالكة ومديرة مجلس الإدارة. وهي متزوجة من أديتيا ميتال. باعت ميغا ميتال الشركة في أكتوبر 2019 لشركة Regent ، LP ، وهي شركة عالمية للأسهم الخاصة في بيفرلي هيلز، كاليفورنيا.
في 20 فبراير 2014م، وفقًا لموقع Women's Wear Daily ، استقال برونو سالزر من منصبه كرئيس تنفيذي لشركة Escada بحلول ديسمبر 2014م.
في 1 سبتمبر 2016م، انضمت Iris Epple-Righi إلى منصب الرئيس التنفيذي لشركة Escada بعد 13 عامًا مع Calvin Klein وتومي هيلفيغر. وتركت الشركة في عام 2019م.
انضم نيال سلون إلى Escada كمدير التصميم العالمي في 1 أغسطس 2017م بعد تصميم العلامة التجارية الفاخرة Burberry and Hunter. قدم سلون مجموعته الأولى على المدرج لـ Escada في أسبوع الموضة في نيويورك لربيع / صيف 19 للاحتفال بالذكرى الأربعين للشركة. أقيم الحدث في Park Avenue Armory التاريخي. لموسم خريف / شتاء 19، قدم سلون مجموعته التالية، المستوحاة من حياة وإرث هيدي لامار هيدي لامار، خلال أسبوع الموضة في باريس في فبراير في معهد فرنسا.
أعلنت إسكادا عن تعيين المغنية البريطانية ريتا أورا السفيرة الجديدة للعلامة التجارية ووجهًا لحملة الربيع في 14 يناير 2019م. أصدرت أورا نسخة من حقيبة القلب والتي ساعدت في تصميمها إسكادا في 27 مارس 2019م في حفل إطلاق في فندق Public Hotel في مدينة نيويورك. تم منح جزء من عائدات بيع التصميم لمنظمة Women for Women International، وهي مؤسسة خيرية تساعد في إعادة بناء حياة الناجيات من الحرب.

## شؤون الشركات

### تقسم اسكادا أنشطتها التجارية إلى ثلاثة أقسام
- أزياء: مع العلامات التجارية Escada Mainline [14] و Escada Sport .[15]
- الاكسسوارات: تتكون من حقائب وأحذية ومصنوعات جلدية صغيرة.[16]
- Escada: للعطور والنظارات.[17]

## عملاء بارزون

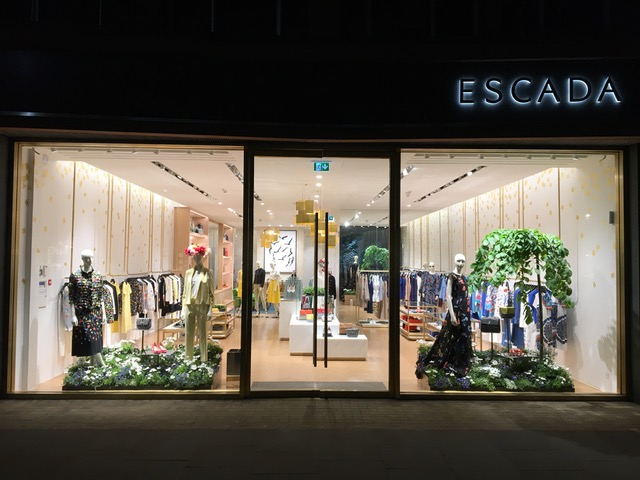
متجر "اسكادا"

كانت الأميرة ديانا ، أميرة ويلز، أحد عملاء Escada ، حيث اشتهرت بارتداء معطف Escada في زيارة رسمية إلى برلين في عام 1987. حصلت Kim Basinger على جائزة الأوسكار عام 1988 في ثوب Escada. ولي العهد الأميرة فيكتوريا السويدية هي زبون منتظم لـ Escada. في عام 2010، ارتدت إسكادا في حفل ما قبل الزفاف في حفل زفاف الأمير نيكولاوس من اليونان. في عام 2011، ارتدت إسكادا في حفل الزفاف الملكي في موناكو، وعشاء ما قبل الزفاف في حفل الزفاف الملكي البريطاني، وكذلك زيارة الدولة إلى ألمانيا. ارتدت سارة، دوقة يورك، إسكادا إلى حذاء إلتون جون الأبيض وتيارا بول في عام 2011.

## الجدل
في 18 أكتوبر 2007، أطلقت مجموعة "الشبكة العالمية ضد صناعة الفراء"،  والتي تتكون من منظمات مثل التحالف من أجل إلغاء تجارة الفراء أو الهجومية gegen die Pelzindustrie، حملة ضد Escada، في شكل يوم العمل، على أمل جعل Escada يتوقف عن بيع الفراء. وفقًا لموقعهم على الإنترنت، في 18 أكتوبر، كان هناك 40 إجراءً ضد اسكادا في 14 دولة. في 6 أكتوبر 2007م، تم تخريب مقر اسكادا من قبل جبهة تحرير الحيوان. منذ ذلك التاريخ، استمرت الحملة ضد Escada من خلال اعتصامات منتظمة أمام منافذ Escada في جميع أنحاء العالم. في أكتوبر 2010م، أكد فرانك إلسنر، ممثل الصحافة والاتصالات التجارية، للناشطين أن إسكادا ستصبح خالية تمامًا من الفراء، بدءًا من يناير 2011م.

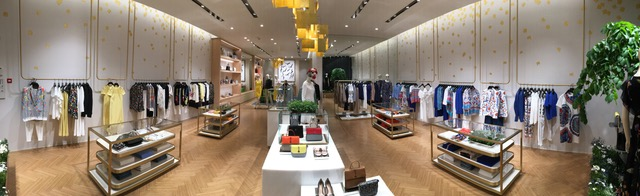
متجر ESCADA بانوراما بالداخل

## روابط خارجية
- الموقع الرسمي